# Peer Oscar Musinowski
Peer Oscar Musinowski (* 14. Dezember 1987 in Berlin) ist ein deutscher Schauspieler.

## Leben
Peer Oscar Musinowski wuchs in Berlin auf, wo er an der Werner-Seelenbinder-Sportschule sein Abitur machte. Von 2007 bis 2009 studierte er zunächst Wirtschaftswissenschaften an der Fern-Universität Hagen.
Sein Schauspielstudium absolvierte er von 2009 bis 2013 an der Hochschule für Musik und Theater in Rostock. Während seines Studiums gastierte 2011 er am Volkstheater Rostock.
Ab der Spielzeit 2013/14 war er bis zum Ende der Spielzeit 2015/16 festes Ensemblemitglied am Schauspiel Dortmund, wo er u. a. als Peer Gynt (Regie: Kay Voges), als Nihad in Verbrennungen (Regie: Liesbeth Coltof), als Biff Loman in Tod eines Handlungsreisenden (Regie: Liesbeth Coltof), als Orest in Elektra (Regie: Paolo Magelli) und in Republik der Wölfe – Ein Märchenmassaker mit Live-Musik (Regie: Claudia Bauer) zu sehen war.
Zur Spielzeit 2016/17 wechselte er unter der Intendanz von Armin Petras ans Schauspiel Stuttgart, wo er u. a. mit Stefan Pucher, Armin Petras, Claudia Bauer und Christopher Rüping arbeitete. Unter der Regie von Kay Voges wirkte er in dessen Inszenierung Die Borderline-Prozession mit, die 2017 eine Einladung zum Berliner Theatertreffen erhielt. Zu seinen Stuttgarter Rollen gehörten u. a. Kasimir in Kasimir und Karoline (2017, Regie: Stefan Pucher), Orest in der Orestie nach Aischylos (2018, Regie: Robert Icke) und der ehemalige Soldat und Heimkehrer Moritz Jäger in Die Weber (2019, Regie: Georg Schmiedleitner).
Seit der Spielzeit 2018/19 ist er unter Intendant Burkhard C. Kosminski weiterhin festes Ensemblemitglied am Schauspiel Stuttgart. In der Spielzeit 2019/20 übernahm er die Rolle des Karl in Ödön von Horvaths Volksstück Italienische Nacht in einer Neuinszenierung von Calixto Bieito.
Gelegentlich steht Musinowski auch für Film- und TV-Produktionen vor der Kamera. In dem zweiteiligen ZDF-Mysterythriller Waldgericht – Ein Schwarzwaldkrimi (2021) verkörperte er, an der Seite von Lena Drieschner und Jessica Schwarz, den Gerbergesellen Karl Eichenbach.
Außerdem wirkt er bei Hörspielproduktionen mit und arbeitet als Sprecher für den SWR. Musinowski lebt in Stuttgart.

## Filmografie (Auswahl)
- 2013: Wassermann (Kurzfilm)
- 2017: Quiet Zone (Kurzfilm)
- 2018: Am Cu Ce – Mein ganzer Stolz (Kurzfilm)
- 2021: Waldgericht – Ein Schwarzwaldkrimi (Fernsehfilm)